# Балканизация

Балканы с 1800 по 2008 год

Балканизация — процесс распада государства или федерации, сопровождаемый дальнейшей фрагментацией вновь образованных политических субъектов, которые вступают в конфликтные отношения друг с другом вплоть до гражданской войны. Термин является производным от названия европейского региона Балканы, который в 1817—1912 из единого пространства под властью Османской империи превратился в несколько небольших государств.
В современном словоупотреблении термин балканизация часто означает негативные последствия распада государств и опасности поощрения сепаратизма. В этом смысле говорят о балканизации Африки, Европы, Украины или России. В качестве антонима балканизации Р. Коллинз предлагает термин «американизация».
В расширенном смысле термин относится к любому дроблению однородной системы на плохо связанные друг с другом части, например балканизация интернета.
Балканизация в собственном смысле слова повторилась в 1990-е годы распадом Югославии.
Тогда бывшие субъекты федерации превратились в суверенные государства (Босния и Герцеговина, Сербия и Черногория, Хорватия, Словения, Македония), которые подверглись дальнейшей фрагментации: от вновь образованной Хорватии отделилась Сербская Краина, Босния и Герцеговина практически раскололась на Республику Сербскую и Федерацию Боснии и Герцеговины, Сербия и Черногория разделилась, а от Сербии впоследствии отделилось Косово.
Термин «балканизация России» впервые был введен в оборот одним из руководителей Белого движения генералом А. И. Деникиным. В записке меморандуме правительствам Великобритании и США, написанной им в 1946 году, было изложено такое понимание генералом «балканизации России»:

Нельзя смешивать СССР с Россией, советскую власть с русским народом, палача с жертвой. Если война начнется против России, для её раздела и балканизации (Украина, Кавказ), или для отторжения русских земель, то русский народ воспримет такую войну как войну Отечественную.